# Autoportret

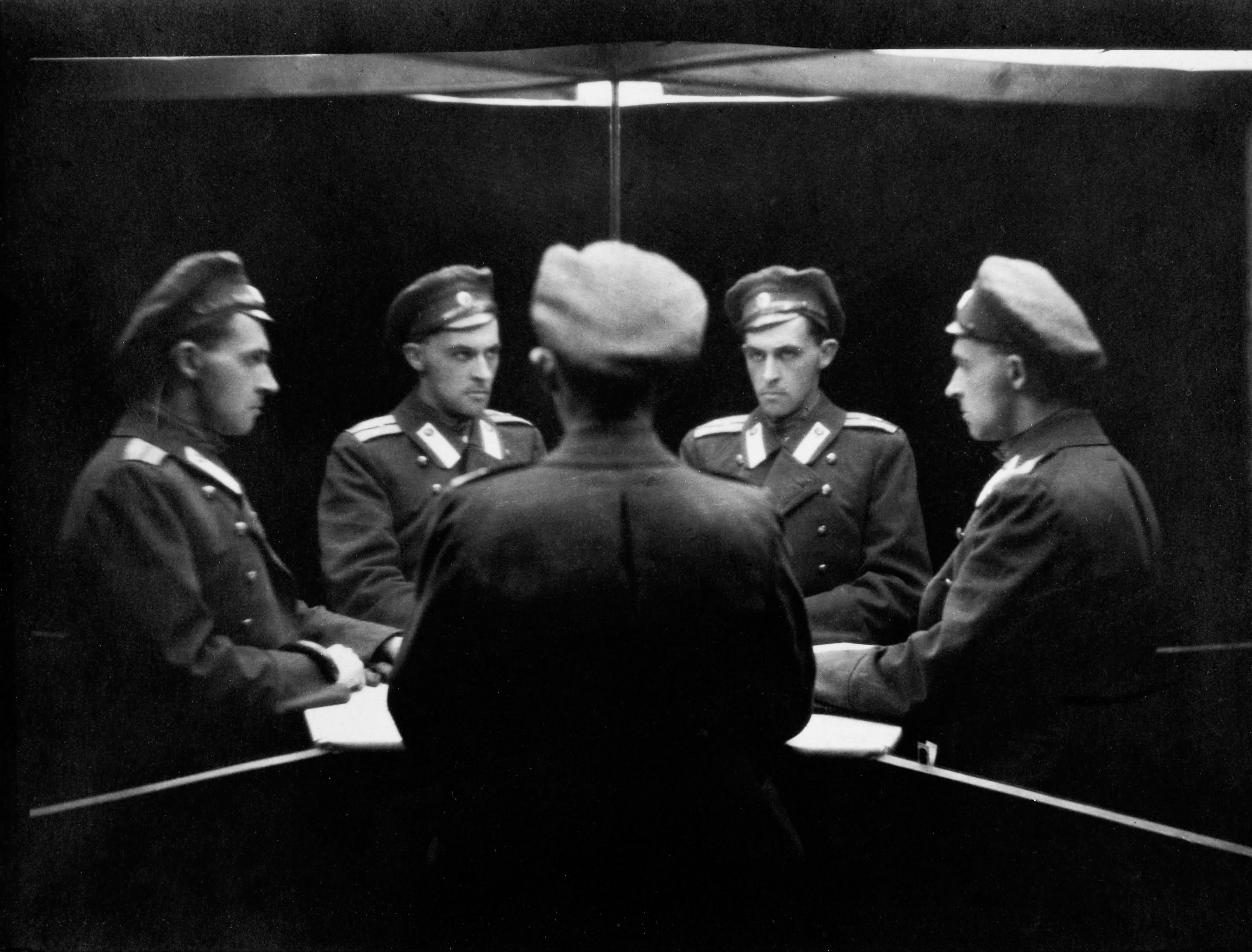
Stanisław Ignacy Witkiewicz, Autoportret wielokrotny w lustrach, 1915–1917

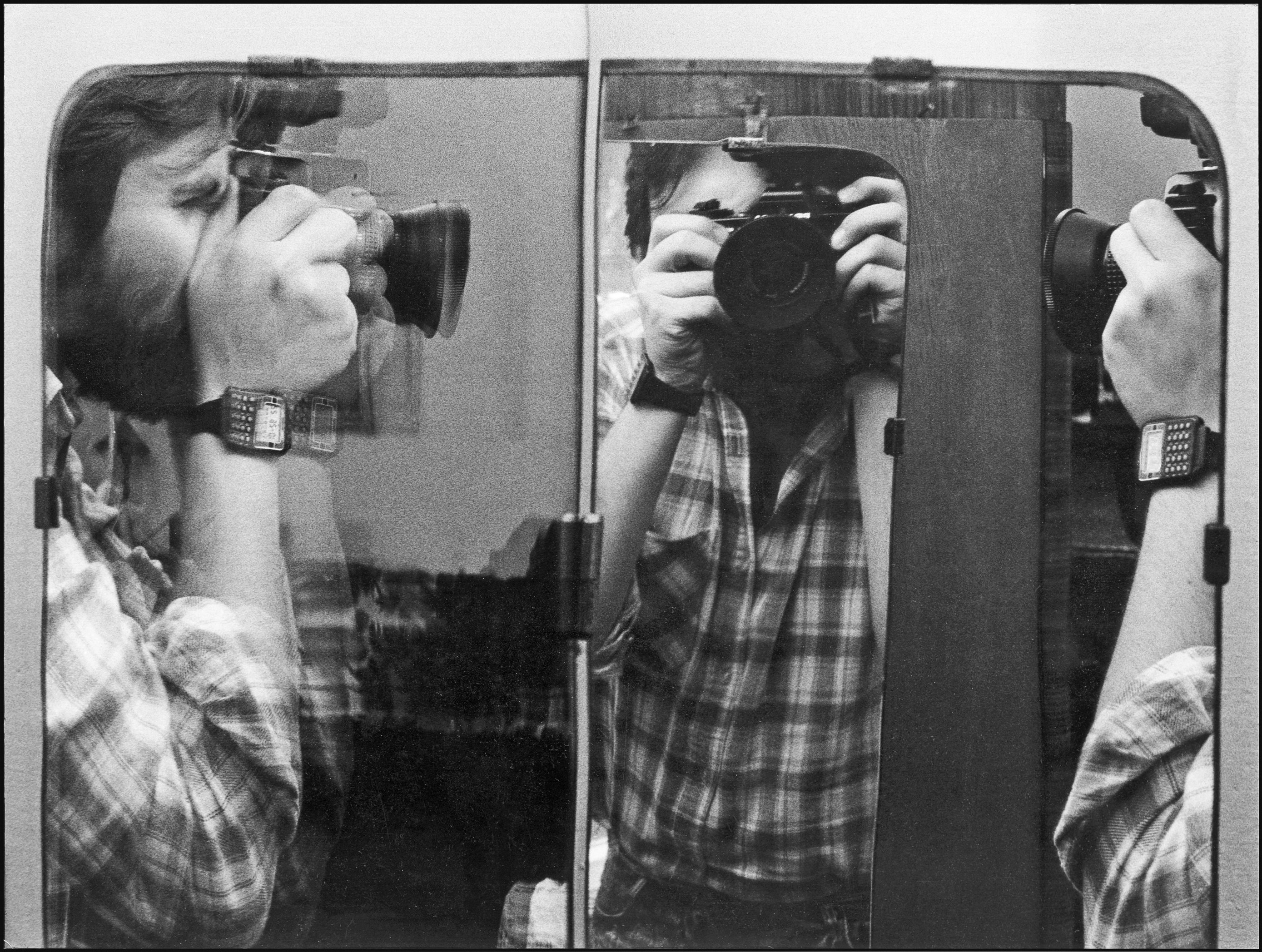
Autoportret z wykorzystaniem fotografii analogowej

Autoportret, portret własny – portret artysty wykonany przez niego samego; może nim być obraz, rzeźba, fotografia.
Pierwsze autoportrety pojawiły się w średniowieczu, a rozpowszechniły się pod koniec tej epoki. Na początku renesansu artyści swoje autoportrety włączali do malowanych przez siebie scen. Wraz z zanikaniem pojmowania roli artysty jako rzemieślnika, wykształcał się samodzielny autoportret (np. u Albrechta Dürera).
Wielu artystów malowało autoportrety niemal przez całe swoje życie, tworząc w ten sposób cykle swoich podobizn, m.in. Rembrandt, Vincent van Gogh i Stanisław Wyspiański.
Artyści na autoportretach ukazują się w bardzo różny sposób. Typowe jest przedstawienie przy pracy, w warsztacie, z atrybutami sztuki albo z rodziną lub przyjaciółmi. Zdarza się także, że artyści przedstawiają się jako postaci historyczne, biblijne albo mitologiczne (tzw. kryptoautoportret).

Albrecht Dürer Autoportet, 1498, Prado
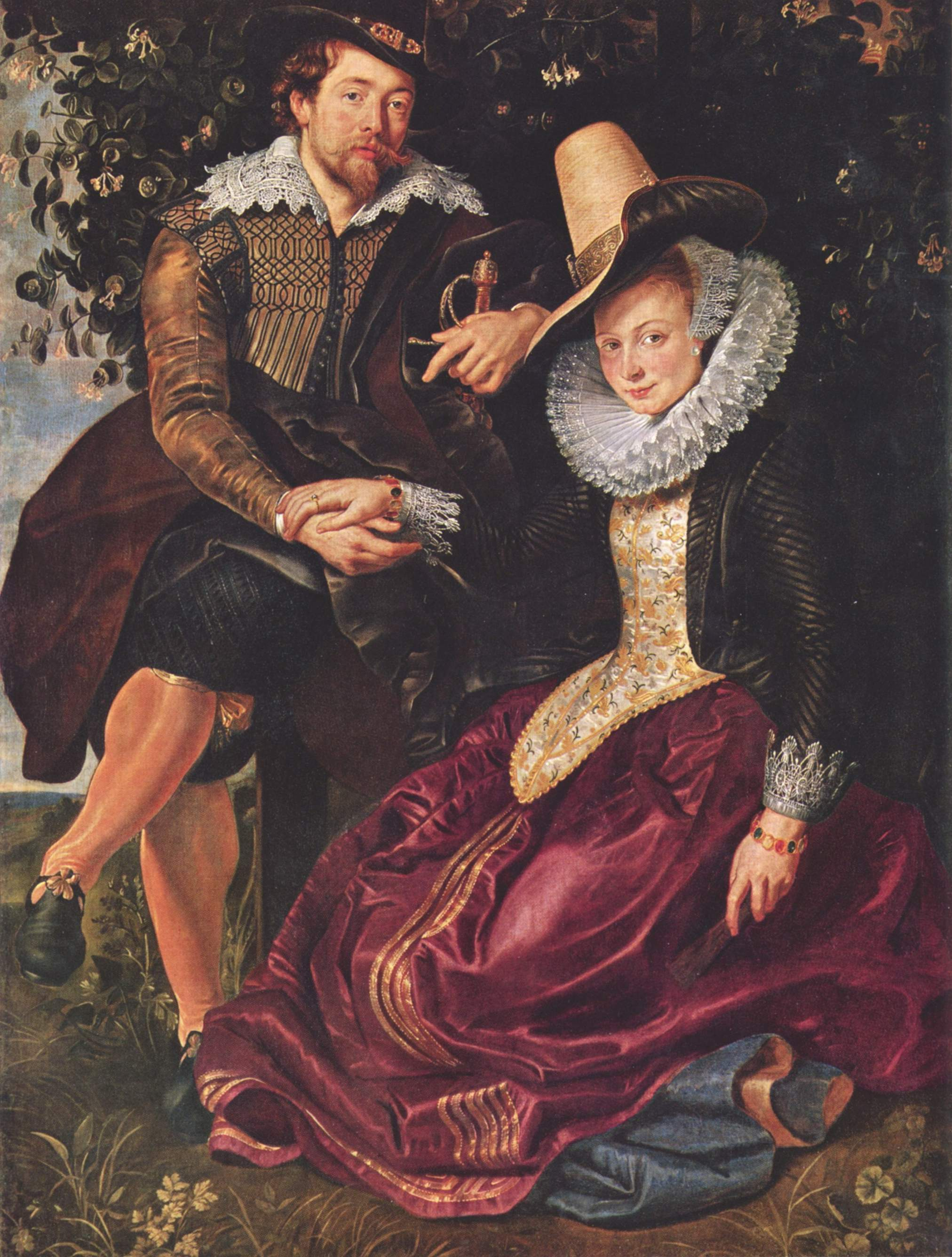
Rubens Autoportret z żoną Isabellą Brant, ok. 1609, Stara Pinakoteka
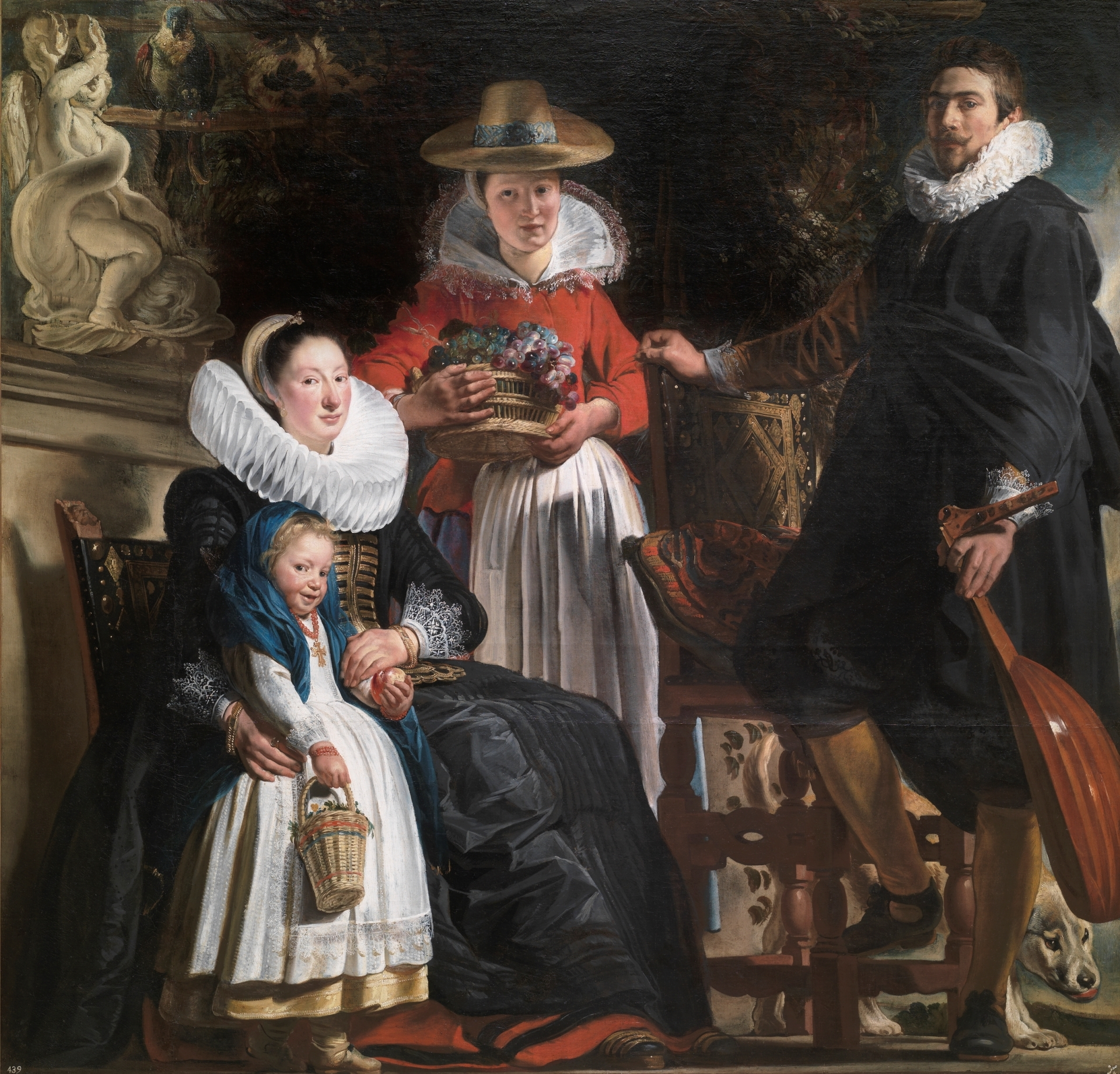
Jacob Jordaens Jacob Jordaens z rodziną, 1621–1622, Prado
Daniel Schultz Autoportret, ok. 1635
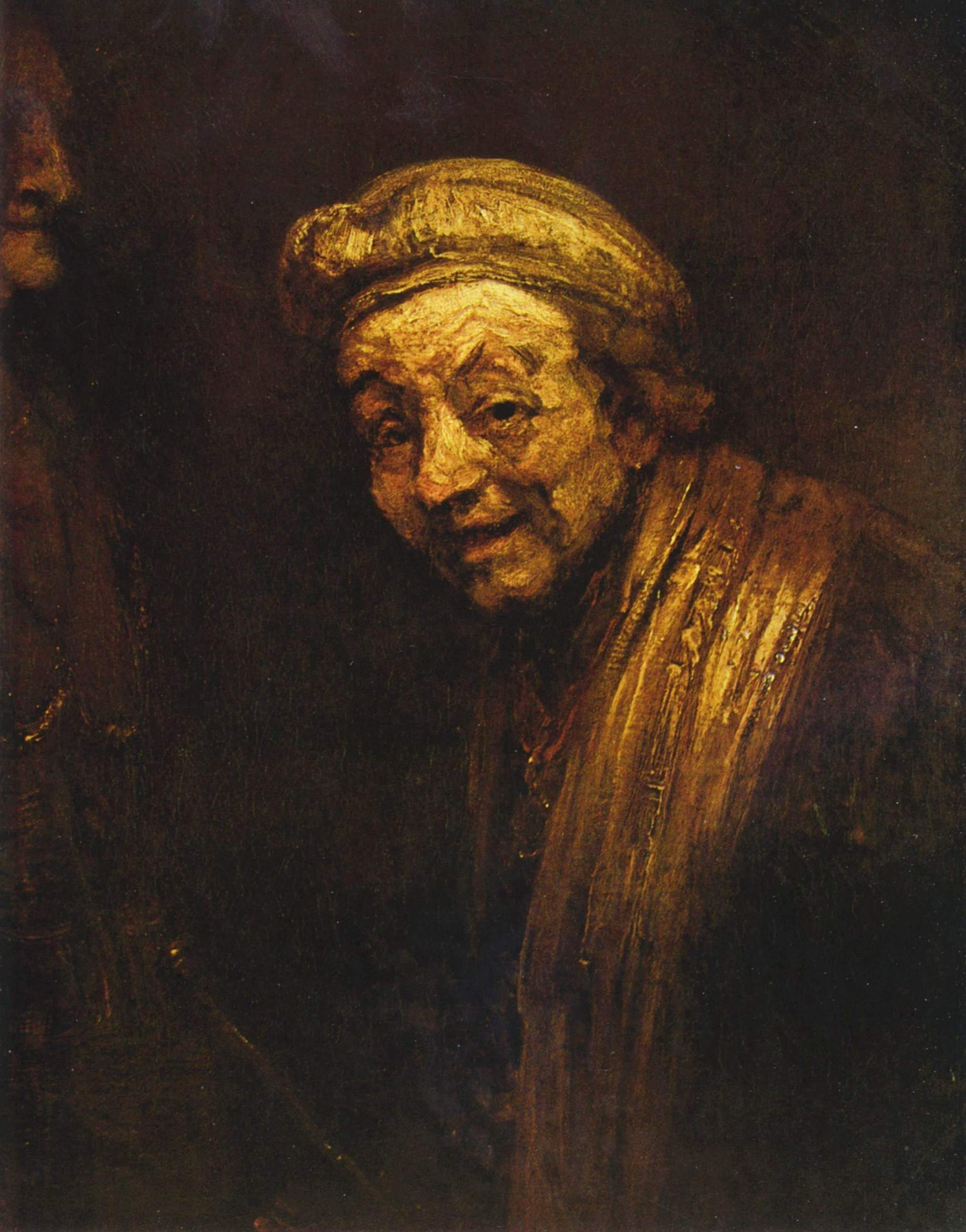
Rembrandt Autoportret, (ok. 1669, Wallraf-Richartz-Museum
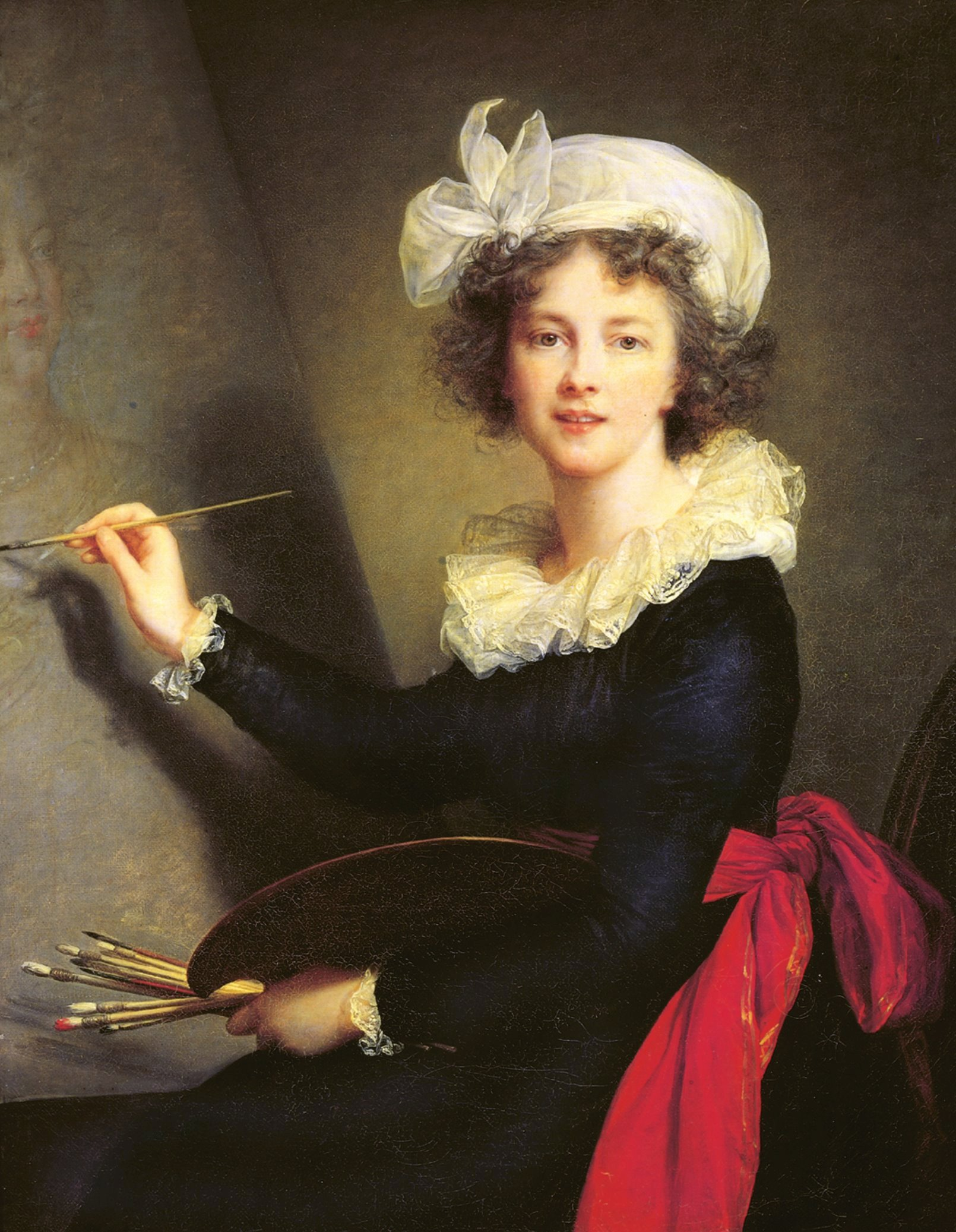
Élisabeth Vigée-Lebrun Autoportret, 1790, Galeria Uffizi
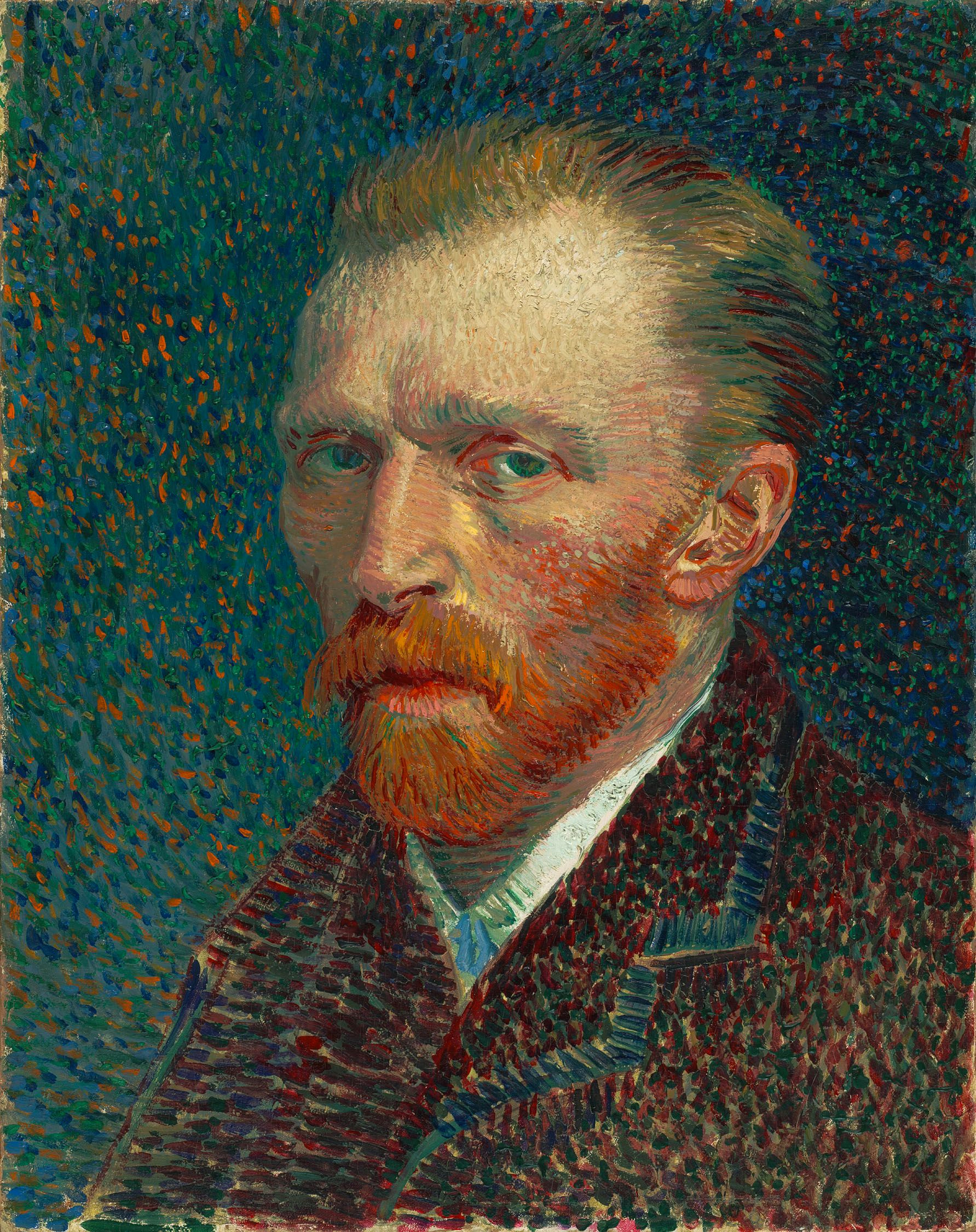
Vincent van Gogh Autoportret, 1887, Art Institute of Chicago
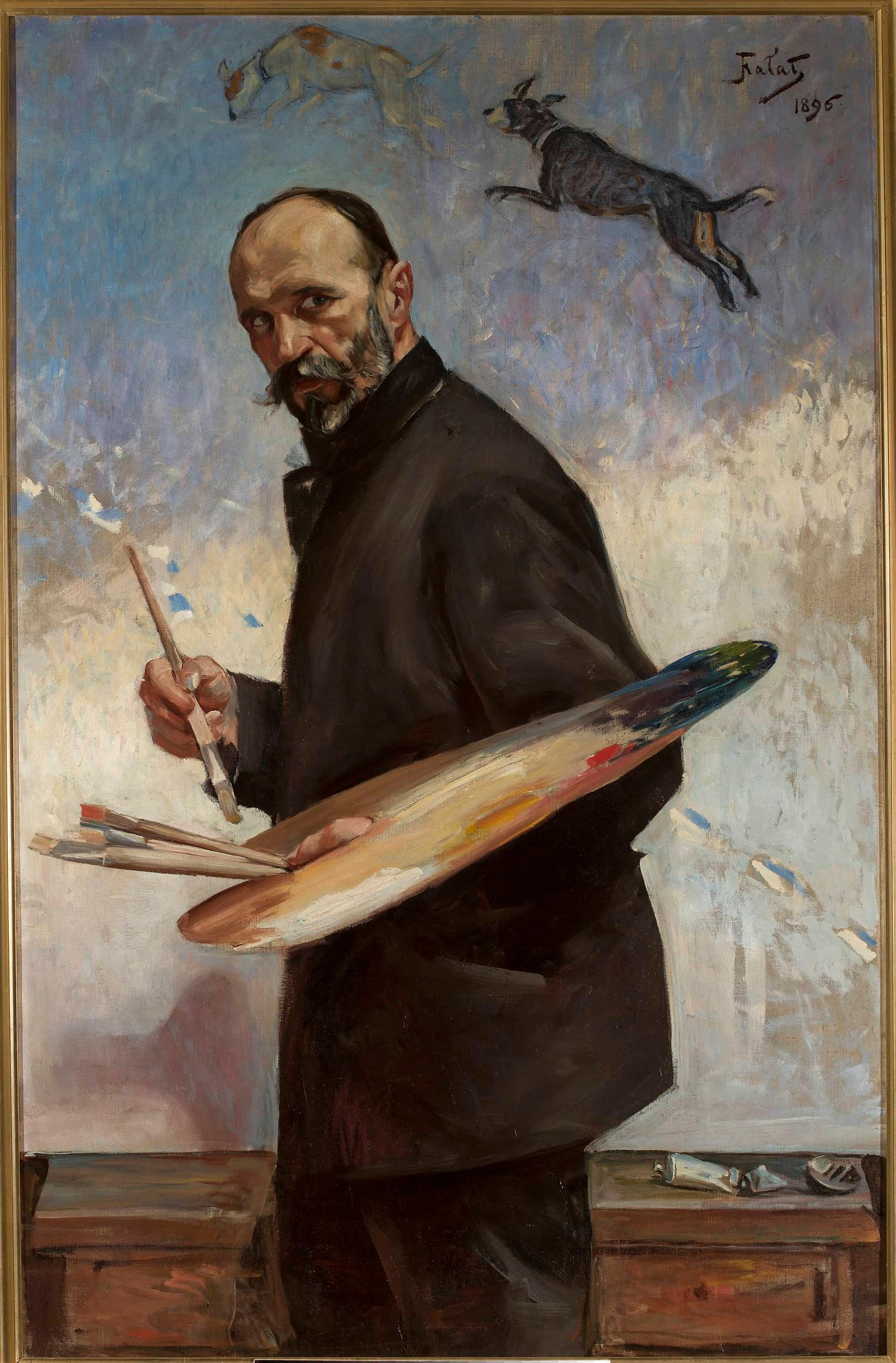
Julian Fałat, Autoportret z paletą, 1896, Muzeum Narodowe w Warszawie
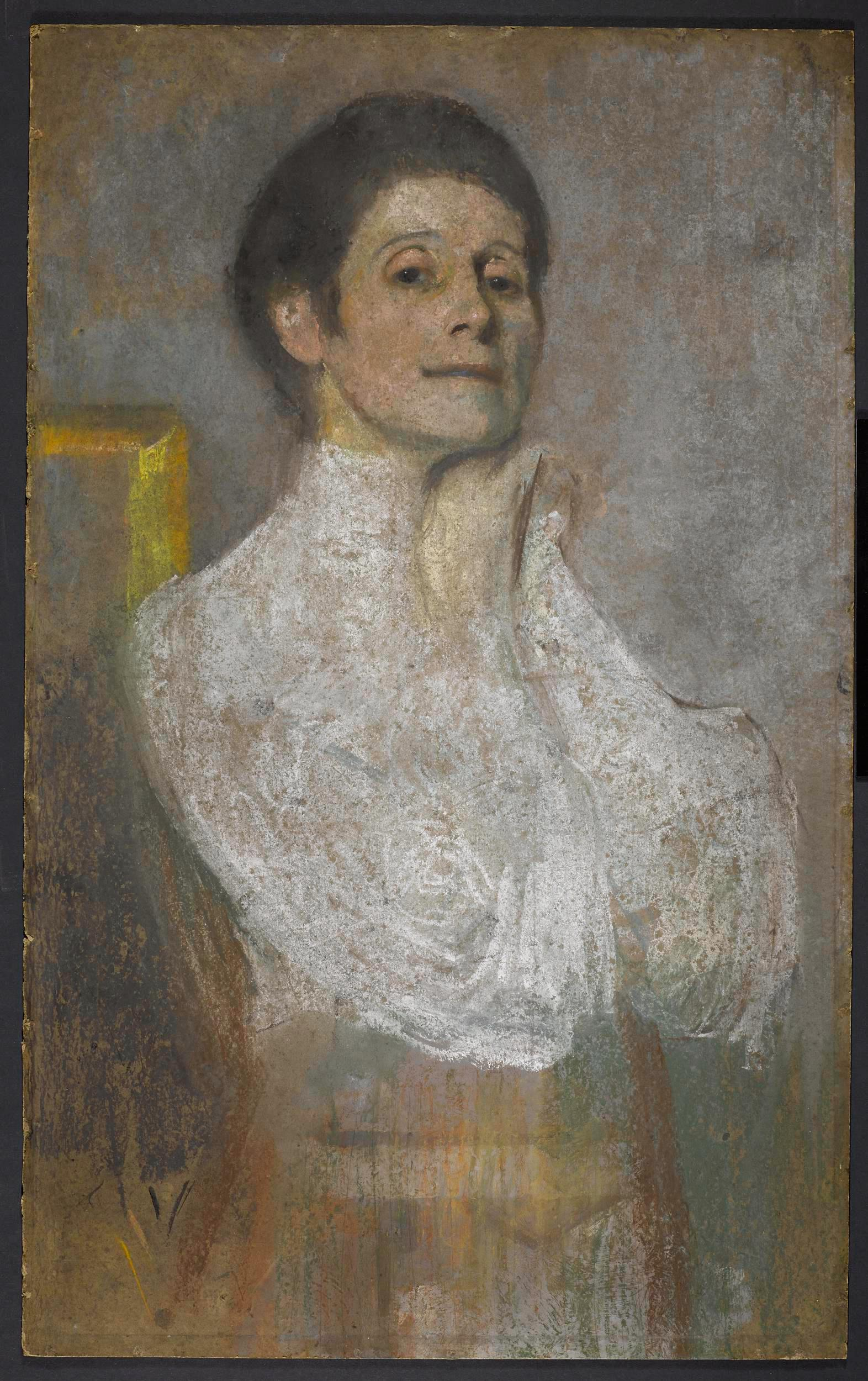
Olga Boznańska, Autoportret, 1906, Muzeum Narodowe w Warszawie
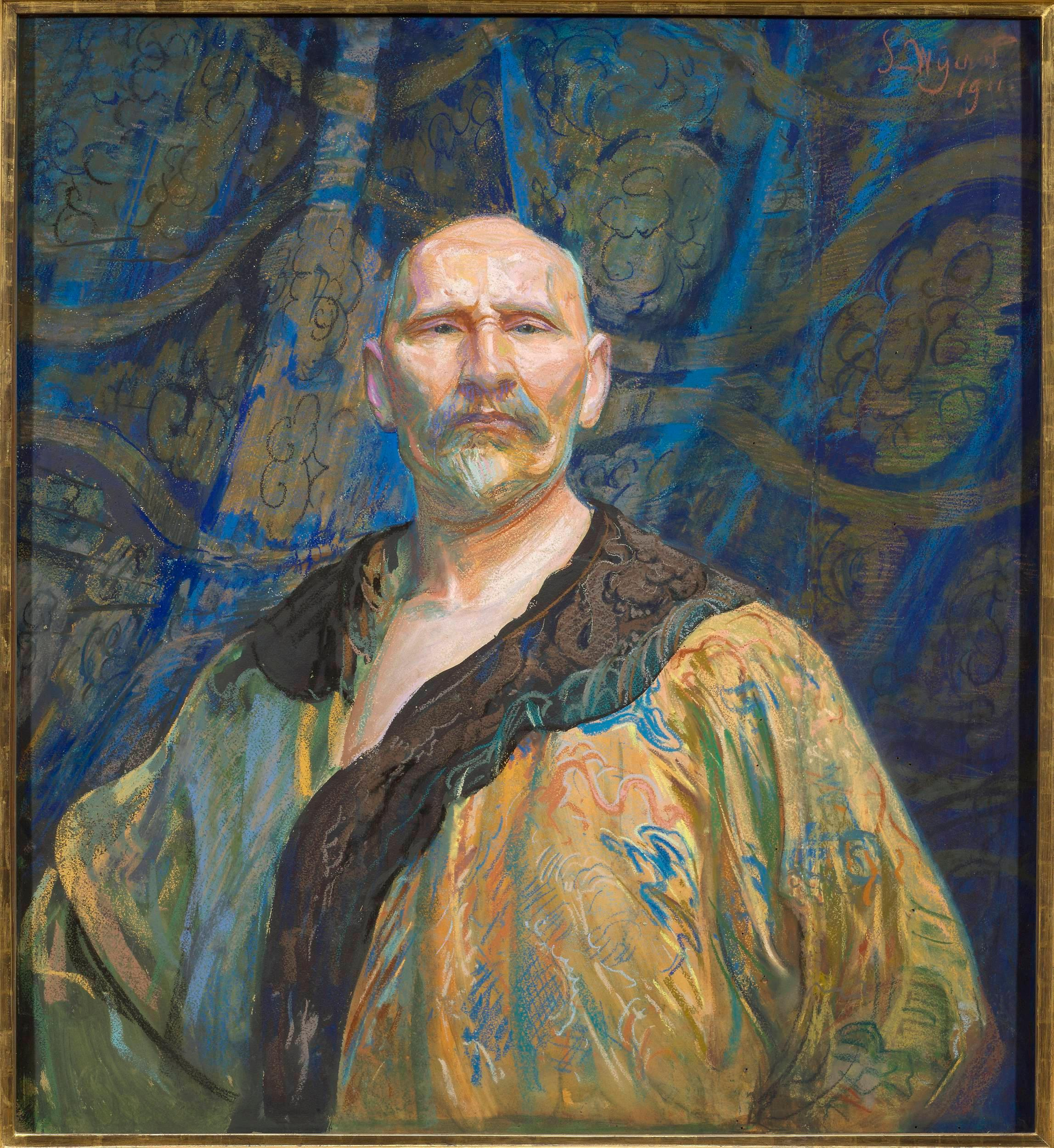
Leon Wyczółkowski Autoportret w chińskim kaftanie, 1911, Muzeum Narodowe w Warszawie